# Académie royale de jurisprudence et de législation
 (décembre 2024).
L’Académie royale de jurisprudence et de législation (en espagnol, Real Academia de Jurisprudencia y Legislación) est une institution espagnole chargée d'étudier la science du droit. Elle fait partie de l’Institut d'Espagne.

## Attributions
Selon les statuts qui la régissent, ses attributions sont d’« étudier la science du droit et ses matières auxiliaires, contribuant au progrès de la législation ». Pour cela, elle réalise des études et répond aux questions qu'on lui soumet, effectue des recherches dans le domaine de l’histoire du droit, organise des conférences et des cours et gère une abondante bibliothèque juridique.

## Histoire

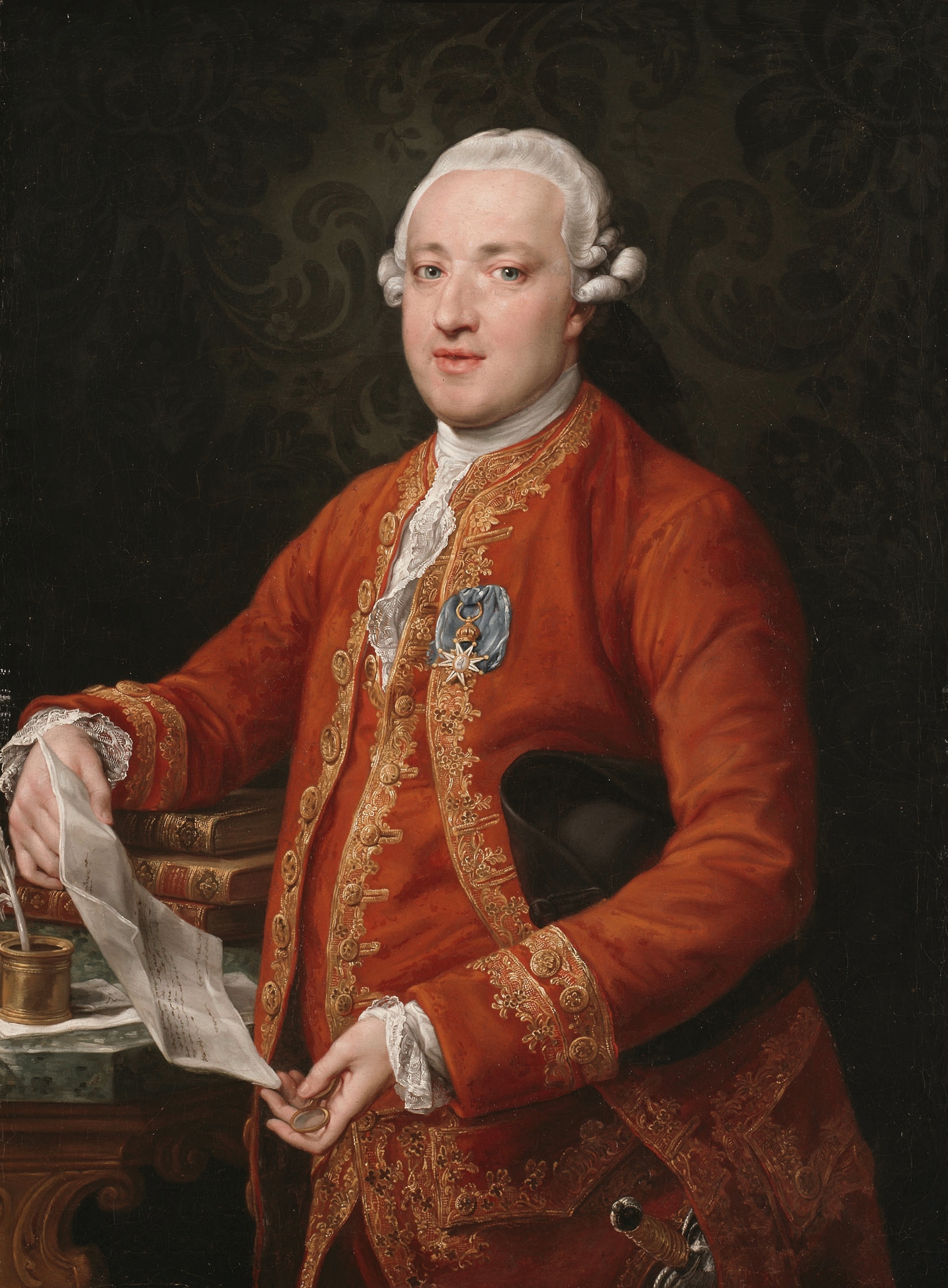
Le comte de Floridablanca, portrait de Pompeo Batoni

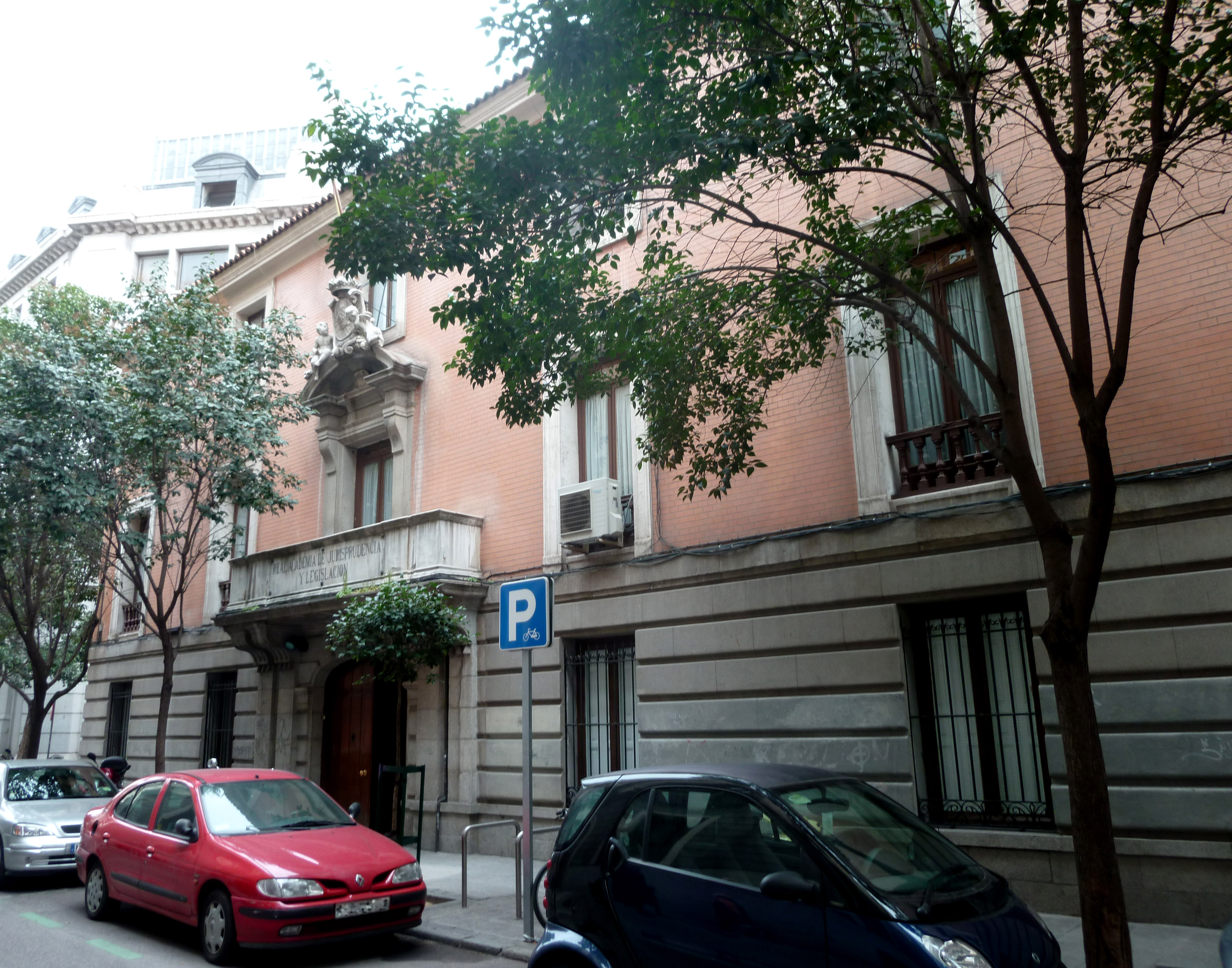
Le siège de l'Académie à Madrid.

L'origine de l'institution se situe vers 1730 quand est créée à Madrid une « Académie pratique » ou « Junte de jurisprudence pratique », à l'initiative d'un groupe de trente juristes qui cherchent à développer l'Esprit des Lumières par la mise en commun de leurs connaissances. Ils s'attellent à un immense labeur de collecte et de mise en ordre des textes juridiques, manuels et documents historiques.
Parmi ses membres se trouvent d'importants personnages de l'époque, comme José Moñino, qui plus tard sera comte de Floridablanca et secrétaire d'État de Charles III. C'est lui qui est son premier président officiel et à qui le 20 février 1763 est remis l'acte officiel reconnaissant le caractère d’Académie royale de ces Royaumes et de droit public (Real Academia de Leyes de estos Reynos y de Derecho Público), à un niveau similaire à celui de l’Académie de la langue.
Quand Joseph Ier est couronné roi d'Espagne, l'Académie refuse de le reconnaître. Cela lui permet lors de la restauration de l'absolutisme en Espagne par Ferdinand VII, de bénéficier de la sympathie de celui-ci et d'obtenir une forte aide financière. Cependant, bien qu'elle n'ait pas légitimé le monarque bonapartiste, l'Académie a une claire empreinte libérale. Cela se manifeste rapidement, lorsque ses membres prêtent serment à la Constitution de Cadix en 1820, dans une Espagne en pleine convulsion. Le pouvoir est obligé d'intervenir, limitant l'autonomie dont elle avait joui jusqu'à ce moment et la divisant en deux académies (celles de Charles III et de Nuestra Señora del Carmen). Durant la régence de Marie-Christine de Bourbon, les académies sont à nouveau réunies sous le nom d’Académie madrilène de jurisprudence et de législation (Academia Matritense de Jurisprudencia y Legislación) qui retrouve son autonomie.
Le XIXe siècle est pour l'Académie une période féconde et Alphonse XII restaure le titre d’Académie royale qu'elle porte jusqu'à la proclamation de la Seconde République en 1931 et qu'elle retrouve sous le franquisme.

## Siège
Le siège de l’Académie se situe au n° 13 de la rue du Marquis de Cubas (Calle del Marqués de Cubas), dans l'arrondissement du Centre à Madrid.